# Challain-la-Potherie
 Challain-la-Potherie  es una comuna y población de Francia, en la región de Países del Loira, departamento de Maine y Loira, en el distrito de Segré y cantón de Candé.
Su población en el censo de 1999 era de 774 habitantes.
Está integrada en la Communauté de communes du Canton de Candé .

## Demografía
| 1175 | 1141 | 972 | 945 | 873 | 774 |
| Para los censos de 1962 a 1999 la población legal corresponde a la población sin duplicidades (Fuente: INSEE [Consultar]) |      |     |     |     |     |